# Homoszkedaszticitás

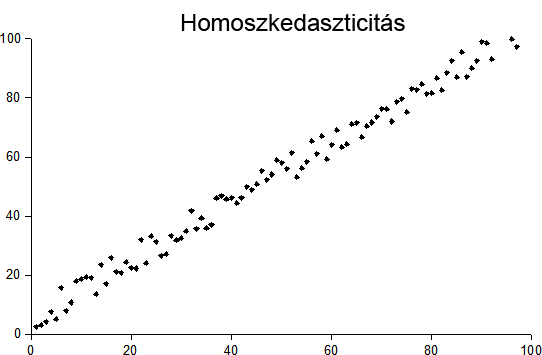
Véletlenszerűen generált homoszkedasztikus adatok pontdiagramon

A statisztikában egy sorozatra, vagy valószínűségi változók vektorára azt mondjuk, hogy homoszkedasztikus, ha minden változó a sorozatban vagy a vektorban ugyanazzal a véges varianciával (szórásnégyzettel) rendelkezik. A szó görög eredetű, a homo- előtag azonost jelent (ομοιο: hasonló), -szkedaszticitás a szórásra utal (σκέδασις: szétszórás), azaz leginkább azonos szórásúságnak lehetne fordítani.
Amennyiben az adatokat pontdiagramon ábrázoljuk, és azok egy egyenes körül ovális alakban helyezkednek el (az átlagnál sűrűbben, a szélsőséges értékeknél ritkábban), az adatok homoszkedasztikusnak becsülhetők. Amennyiben ettől eltér az ábra, akkor a heteroszkedaszticitás jelenségéről beszélünk, a varianciák ez esetben nem egyformák.

## Regressziós modellek
A lineáris regressziós modellek becslésénél feltétel, hogy az eltérésváltozók varianciája állandó legyen, és ne függjön más változótól. Tehát minden egyes valószínűségi eloszlásnak az eredményváltozóra ugyanaz a szórása függetlenül a magyarázóváltozóktól. Ezáltal az eltérésváltozók kovarianciamátrixa egy olyan skalármátrix, amelynek főátlójában ugyanazok a {\displaystyle \sigma ^{2}} értékek szerepelnek:
{\displaystyle \operatorname {V} (u_{t})=\operatorname {E} (u_{t}^{2})=\sigma ^{2}\ \forall {\text{t-re}}}

{\displaystyle \operatorname {E} (uu')=\sigma ^{2}I}
A reziduumok homoszkedaszticitásának ellenőrzését végezhetjük Goldfeld-Quandt-, Breusch-Pagan- és White-próbával is.

### Excel parancsfájlok

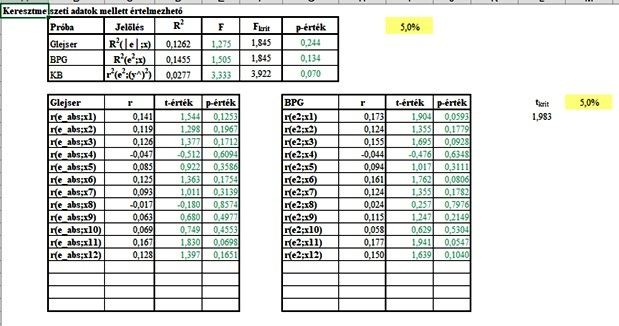
Az autók árát befolyásoló tényezők.

Az Excel alapszolgáltatásainak használata terjedt el az oktatásban és az üzleti életben Magyarországon, pedig az Excel ennél többre képes, lehet batch file-okat, kötegelt parancsállományokat (a továbbiakban parancsfájlokat, illetve programokat) készíteni. A homoszkedaszticitás munkalap részletesen bemutatja a homoszkedaszticitás tesztjeinek az alkalmazását: Globális (csoportos) Breusch-Pagan-Godfrey (BPG)- és Glejser-próba, Park-próba. (regresszio.xls Homoszkedaszticitás munkalap)
regresszio.xls Homoszkedaszticitás munkalapon látható, hogy elfogadhatjuk azt a nullhipotézist, hogy a regressziós modellben a véletlen változó (hibatényező) szórásnégyzete (varianciája) állandó, tehát a véletlen változó homoszkedasztikus. Ezt a zöld számok mutatják. Ha heteroszkedasztikus a modell, azt piros számok jelzik. Azt vizsgáltuk, hogy az autók árát a műszaki jellemzők, hogyan befolyásolják.
Goldfeld-Quandt-próba tesztelését végzi el a Goldfeld-Quandt-próba.xlsm Excel parancsfájl.
- Kehl Dániel-Sipos Béla. Excel parancsfájlok felhasználása a statisztikai elemzésekben. Oktatási segédlet. Gyakorlati alkalmazások. OSZK-MEK (PDF és XLSM)-regresszio.xls (magyar nyelven). (Hozzáférés: 2022. március 1.)